# Prosopophora robiniae
Prosopophora robiniae är en insektsart som beskrevs av Borchsenius 1960. Prosopophora robiniae ingår i släktet Prosopophora och familjen Lecanodiaspididae. Inga underarter finns listade i Catalogue of Life.